# 天鷹座28
天鷹座28，又名BD+12 3879，HD 181333、SAO 104722、HR 7331，是天鷹座的一颗恒星，视星等为5.53，位于銀經47.14，銀緯-0.52，其B1900.0坐标为赤經19h 14m 59.3s，赤緯+12° -0.52′ 24″。